# Moneron
Moneron (Russisch: Монерон, Japans: 海馬島, Kaibato, Aino: Todomoshiri) is een eiland in de Tatarensont op 43 kilometer ten zuidwesten van de kust van Sachalin in het noordoostelijke uiteinde van de Japanse Zee. Er is geen permanente bewoning aanwezig op het eiland. Wel ligt er aan oostzijde een verlaten plaats (Krasny). Bestuurlijk gezien behoort het eiland tot de Russische oblast Sachalin.

## Geschiedenis
Het eiland werd Totomoshiri genoemd door de oorspronkelijke Ainubewoners. Het werd onder deze naam tot onderdeel van de daimyo van Matsumae gemaakt in de achttiende eeuw en kreeg zijn huidige Europese naam na een bezoek van de Franse zeereiziger La Pérouse die Moneron vernoemde naar een van zijn ingenieurs. Later noemden de Japanners het Kaibato maar dat veranderde opnieuw in de Europese versie nadat Japan de Tweede Wereldoorlog had verloren en het bezet werd door Rusland.
Op 1 september 1983 werd Korean Air-vlucht 007 op 55 kilometer van het eiland neergeschoten door de Rode Luchtmacht, waarbij alle passagiers omkwamen.
Het eiland is een populaire plaats om te duiken. Dit komt door het overvloedige zeeleven en de helderheid van het water, die op sommige plekken dieptes tot 30 à 40 meter diep zichtbaar maakt vanaf het wateroppervlak.
In 2008 moet er een toeristisch centrum openen voor de ontwikkeling van het ecotoerisme.

## Geografie
Het eiland heeft een oppervlakte van zo'n 30 km². De lengte van noord naar zuid bedraagt 7,15 kilometer, de breedte van oost naar west 4 kilometer en de kustlijn ongeveer 24 kilometer. De westelijke en oostelijke kusten zijn rotsachtig en steil en lopen op sommige plekken op tot 200 meter hoogte. Het eiland is van vulkanische oorsprong en het hoogste punt, de heuvel Staritskogo, ligt op 439,3 meter. Rondom het eiland bevinden zich de kleine rotsachtige eilandjes Pojasnoj (Z), Piramidalny (O), Krasnye-eilanden (O) en Vostotsjnye-eilanden (ZO).

## Flora en fauna
Het eiland heeft een moessonklimaat. De warme Kuroshiostroom zorgt ervoor dat er overvloedig veel verschillende zeedieren (zoals bijvoorbeeld zeeoren), zee-egels en zeesterren in de omringende wateren leven die doorgaans veel zuidelijker moeten voorkomen. Op het eiland stromen twee waterlopen; de Oesova (2,5 kilometer) en de Moneron (1,5 kilometer). Ook bevinden zich er een aantal watervallen. Het eiland wordt voor 20% bedekt met bos, waarbij berk en els overheersen.
Op de steile rotsen en stenige eilandjes leven veel zeevogels. Op het eiland zelf komen ze niet zoveel voor door de introductie van roofdieren als vossen en sabelmarters. De meest voorkomende vogelsoorten zijn zwartstaartmeeuw (Larus crassirostris) en neushoornalk (Cerorhinca monocerata). Andere soorten zijn onder andere vaal stormvogeltje (Oceanodroma leucorhoa), Japanse aalscholver (Phalacrocorax capillatus), Pelagische aalscholver (Phalacrocorax pelagicus) en de Kamtsjatkameeuw (Larus schistisagus). Er bevinden zich ook enkele kolonies met oorrobben en stellerzeeleeuwen.
Op 5 december 1995 tekende de gouverneur van de oblast Sachalin een besluit waarmee het eiland en een 2-mijlszone eromheen werden aangewezen als het eerste zeenatuurpark van Rusland. Het zeepark heeft een oppervlakte van 4200 hectare (42 km²). Als de uniekheid van het eiland wordt genoemd; de combinatie van berglandschappen, bergweides en rotsachtige kloven en de variëteit aan zeeleven in de omringende wateren. Op de keienstranden van het eiland zijn voorkomens van basalt, agaat en jasper aangetroffen. Het park werd mede opgezet om zeldzame zeefauna en populaties zeezoogdieren te beschermen, die door ongecontroleerde activiteiten daarvoor schade hadden geleden.